# Lincoln (álbum)
Lincoln é o segundo álbum de estúdio da banda They Might Be Giants, lançado a 25 de Setembro de 1988.
Na capa do disco aparecem duas fotos, uma é o avô de John Linnell, Lewis T. Linnell (esquerda) e a outra é o avô materno de John Flansburgh, o Brigadeiro General Ralph Hospital (direita).

## Faixas
Todas as faixas por They Might Be Giants.
1. "Ana Ng" – 3:23
2. "Cowtown" – 2:20
3. "Lie Still, Little Bottle" – 2:06
4. "Purple Toupee" – 2:40
5. "Cage & Aquarium" – 1:10
6. "Where Your Eyes Don't Go" – 3:06
7. "Piece of Dirt" – 2:00
8. "Mr. Me" – 1:52
9. "Pencil Rain" – 2:42
10. "The World's Address" – 2:24
11. "I've Got a Match" – 2:36
12. "Santa's Beard" – 1:55
13. "You'll Miss Me" – 1:53
14. "They'll Need a Crane" – 2:33
15. "Shoehorn With Teeth" – 1:13
16. "Stand on Your Own Head" – 1:16
17. "Snowball in Hell" – 2:31
18. "Kiss Me, Son of God" – 1:52